# 1140-е годы
1140-е (ты́сяча сто сороковы́е) го́ды по юлианскому календарю — промежуток времени с 1 января 1140 года по 31 декабря 1149 года, включающий 1140 год 4-го десятилетия   и с 1141 по 1149 годы    5-го десятилетия XII века 2-го тысячелетия.  Они закончились 876 лет назад.

## Важнейшие события
- Португалия отвоевала Лиссабон (1147) в ходе реконкисты.
- Второй крестовый поход (1147—1149).
- Междоусобная война на Руси (1146—1154).
- Крестовый поход против славян (1147).

## Культура
- 1147 — первое летописное упоминание о Москве.

## Правители
- Сутоку — император (1123—1142)
- Коноэ — император (1142—1155)
- Целестин II — римский папа (1143—1144)
- Луций II — римский папа (1144—1145)
- Конрад III — римский король (1138—1152)
- Афонсу I Великий — король (1139—1185)
- Людовик VII — король (1137—1180)